# Relations entre la Palestine et le Vietnam
Les relations entre la Palestine et le Viêt Nam constituent les relations étrangères bilatérales entre l'État de Palestine et la république socialiste du Viêt Nam.
Les relations entre les deux pays sont fortes et très amicales. Le Viêt Nam établit des relations très étroites avec l'Organisation de libération de la Palestine (OLP) et est l'un des premiers pays à reconnaître l'État de Palestine.

## Historique
Au plus fort de la guerre du Viêt Nam en 1968, la République démocratique du Viêt Nam (également Nord-Viêt Nam) sous son président Ho Chi Minh, établit des relations diplomatiques avec l'Organisation de libération de la Palestine. En 1976, la représentation de l'OLP est établie à Hanoï et elle est ensuite transformée en ambassade en 1982. Après la déclaration d'indépendance palestinienne, le Viêt Nam reconnaît la Palestine le 19 novembre 1988, et le dirigeant palestinien Yasser Arafat se rend par la suite au Viêt Nam plus de 10 fois. La dernière visite du leader palestinien remonte à août 1988.

## Relations récentes
Pendant la guerre de Gaza de 2008-2009, le Viêt Nam condamne "toutes les attaques aveugles contre des civils" et exhorte les deux parties à rechercher une solution pacifique au conflit. Le vice-ministre vietnamien des Affaires étrangères déclare: "Nous avons exhorté Israël à mettre fin à l'usage excessif et disproportionné de la force, à mettre fin à ses opérations militaires et à retirer immédiatement ses forces de Gaza". Le Viêt Nam appelle Israël à lever immédiatement son blocus et à autoriser les travailleurs humanitaires à entrer à Gaza. Après l'abordage de la flottille pour Gaza du 31 mai 2010, le Viêt Nam annule la visite prévue du président israélien Shimon Peres. Lors du conflit Israël-Gaza de 2014, le porte-parole du ministère des Affaires étrangères, Le Hai, déclare: "Le Viêt Nam est fortement préoccupé par l'escalade de la violence qui fait de graves victimes parmi les civils. Nous exhortons les parties concernées à cesser de tirer, à reprendre les négociations et soutenons les efforts de la communauté internationale afin d'apporter bientôt la paix et la stabilité dans la région.".
Le 14 mai 2018, lorsque les États-Unis ouvrent leur ambassade à Jérusalem, le ministère vietnamien des Affaires étrangères nie avoir envoyé un représentant à l'événement, en réponse à certains médias affirmant que le Viêt Nam fait partie des 32 pays présents à la cérémonie d'ouverture.

### Relations du Viêt Nam avec Israël
Depuis que le Viêt Nam a normalisé ses relations avec Israël, le pays est devenu l'un des principaux partenaires d'Israël en Asie. L'augmentation des relations entre le Viêt Nam et Israël joue un rôle énorme en rendant la relation entre le Viêt Nam et la Palestine moins importante. Néanmoins, le Viêt Nam reste favorable à une Palestine indépendante dans le cadre de la solution à deux États.

## Représentations diplomatiques
- La Palestine possède une ambassade résidente à Hanoï
- Le Viêt Nam est représenté en Palestine par son ambassade au Caire.